# Terrorattentatet i Crocus City Hall
Fredagen den 22 mars 2024 utfördes ett terrorattentat mot Crocus City Hall i Krasnogorsk i Ryssland, i Moskva oblast. Ryska myndigheter uppger att 144 personer dödades och över 550 skadades då fyra gärningsmän öppnade eld i konsertlokalen, som de därefter satte i brand. 
Samma dag som attacken skedde uppgav IS-Khorasan (en gren av terrororganisationen Islamiska staten) att fyra av dess medlemmar genomfört dådet, och publicerade senare videosekvenser från attacken och bilder på gärningsmännen. Sammanlagt elva personer hade två dagar efter attacken gripits av ryska myndigheter, varav flera enligt obekräftade uppgifter ska ha kopplingar till Tadzjikistan.
Efter attentatet antydde Rysslands president Vladimir Putin att gärningsmännen haft kopplingar till Ukraina och påstod att de försökt fly dit. Ryssland lade inte fram några bevis för dessa anklagelser, och Ukraina förnekade kategoriskt all form av inblandning.
Attentatet är den dödligaste terroristattacken i Ryssland sedan Gisslandramat i Beslan 2004, och den dödligaste terroristattacken i Moskva oblast sedan lägenhetsbombningarna 1999 i Bujnaksk, Moskva och Volgodonsk.